# Разбой-Левчански
Разбой-Левчански (серб. Разбој Љевчански, также Разбой Лиевче (серб. Разбој Лиjевче)) — населенный пункт (деревня) в общине Србац, который принадлежит энтитету Республике Сербской, Босния и Герцеговина. По результатам югославской переписи населения 1991 года в Разбой Левчанском проживало 903 человека. Расположен на Лиевчем поле.

## Население
Население на 1993 год дано по оценке численности, данной властями Республики Сербской. Преобладают сербы.
| 1948                           | 1953 | 1961 | 1971 | 1981 | 1991 | 1993 |
| ------------------------------ | ---- | ---- | ---- | ---- | ---- | ---- |
| 1008                           | 1036 | 1110 | 1002 | 997  | 903  | 850  |
| Гистограмма динамики населения |      |      |      |      |      |      |

### Национальный состав
1991 год:
- Сербы — 876 (97,01 %)
- Хорваты — 3 (0,33 %)
- Югославы — 17 (1,88 %)
- Мусульмане — 0 (0,00 %)
- Другие — 7 (0,78 %)